# 名前
名前（、希: όνομα、羅: nomen、英: name）とは、人間の身分や門地を示し生き物や物体に与えられる名称のことである。

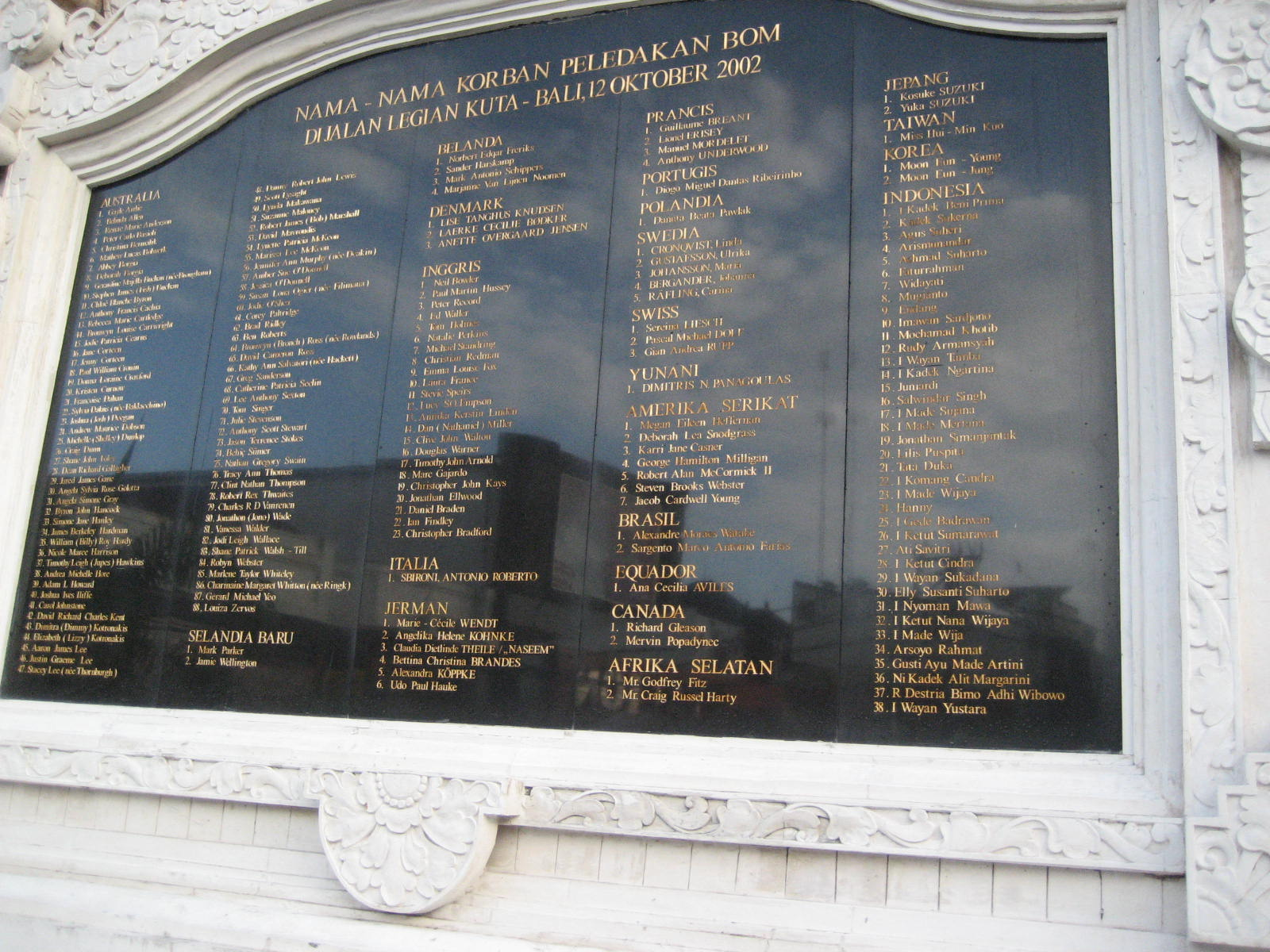
2002年インドネシア・バリ島爆破テロ事件の犠牲者の名前を記載した碑

名前をつけることを「名付ける」「命名（めいめい）する」という。
名前として使われる言葉を名詞という。
名前は一概にすると氏名を指す全名と個人を指す個人名に対して名前と呼ぶ二通りの意味合いがある。
一般的に日本では、姓を「上の名前」と呼び個人名に対しては「下の名前」と呼ばれることもある。

## 一般論
すべての事象には名がある。我々は先ずその対象に名前を付ける。そのためには対象の概念を明確にし、またそれ以外の事象との区別を持たなければならない。この過程で名前を付けた対象が明確になる。名前がないものは、他人にその対象を説明できないため存在を認識させるのが難しく、自らもその対象を明確にできなくなる。ただし必ずしも固有の名前を持つ必要はなく、限られた人びとの間で認識が明確になるのであれば対象を説明する語を使い、「右側の○○」・「白い○○」・「○○にいる人」・「昔の○○」などで足りることはある。しかし、より多くの人々に他とは区別して認識してもらうためにはやはり固有名が必要となってくる。
自然観察の際に、まず生き物の名前を覚えることから始めることが多いが、これは覚える行為に価値があるのではなく、名前を覚えることで、それまでどれも同じに見えていたものの区別がつくようになるからである。たとえばハコベの名を覚えれば、雑草として区別せずに一緒にしていたものの中から、それが見分けられるようになるし、さらにウシハコベやコハコベを知れば、ハコベの中にもさらに違いがあることもわかるようになる。
名前は元々あるものではなく、人間がそれを個別に把握すべき対象として認識した際に与えるものである。したがってどの範囲で名を与えるかは人間とそれとの関わりによって変わる。たとえば文化が違えば個々の物に対する関わりの深さも異なり、これが名前にも影響するため、言語によって名の扱いも異なる。たとえば日本語において、ウシという動物の名は「牛」である。それに含まれる差異については雄牛・雌牛・仔牛と接頭語をつけ、あるいは牛肉と語尾をつけて説明的に扱う。だが英語では牛は総称としては 「cattle」、雄牛は 「bull」、雌牛は 「cow」、仔牛は 「calf」、牛肉は 「beef」 と、すべて全く異なった語を当てる。

## 人名

### 日本語における人名としての「名前」
個人を特定するために附けられる名前は、その方法として名の中に祖先から受け継ぐ「ミタマ」や血統を表す名を含める。これを「姓」といい、個人を血統という共通の要素でグループ化して区別できるようになる。血統を受け継ぐ一族の中心となる家系を「宗家」という。しかし日本においては古くから上位権力による支配のため、地位で区別する「氏」があり、宗家の継承には血族を継ぐ「嫡流継承」と、能力や資格、官位を継ぐ「氏的継承」の2つの解釈があった。さらに財産としての土地を相続する惣領という考え方や、養子や猶子の制度が加わり、複雑化してもとの血統を意味が失われた経緯がある。後世はこれらが混同して使われ、グループである家系や相続の関係が不明となる場合もあった。
個人の特定には家系（英: family name , last name , surname)を表す「氏」・「姓」に加え、「名」・「字」・「諱」・「諡」が使われる。「名」は「名字」というときは「姓」と同様にグループを指すが、「姓名」というときは「姓」に続けて記すことで個人を特定する名前を指す。以下では「名字」として説明する。
- 氏：「氏（うじ）、姓（本姓）」。
- 姓：「姓（カバネ）」。血族や一族というグループを表す。氏姓制度のように古くから上位権力による統制に利用された。
- 名：「名字（みょうじ）[注 4][注 5] 」。中世において、田堵が自分の所領を区別して呼んだ名田に由来する。これもグループを表すのに使われる。
- 字：「字（あざな）、通名、通称、仮名（けみょう）、渾名（あだな）、英: nick name」。個人を特定するために通常使われる呼び名。元服前の「幼名（おさなな）」もこちらである。
- 諱：「諱（いみな）、本名、実名、英: given name , first name[注 6]」。元服によって附けられる。個人を指すのに普段は使われずに「字（あざな）」で呼ぶ。これを実名敬避俗という。少人数の中で個人が特定できる場合に行われた[注 7] が、権力者である場合は大人数の中にあっても存在が「唯一」になることから、後に崇敬が理由に加わって常態化し、後世ではその諱を他人が使うことが避けられた。
本人が自分で使う場合があり、これを「名乗り（なのりな）」という。

これらを全て並べて用いる習俗を複名という。徳川家康に当てはめると『「源」「朝臣」「徳川」「次郎三郎」「家康」』 となる。
また朝廷からは「正一位」「大相國 一品」が贈位され、これを名に冠する場合もある。
この他、立場、年齢、職業、目的などで自ら別名を名乗ったり、ほかから名付けられたりすることもあり、遂には本来の目的である個人の特定に至らないことがある。

### 人名の命名に関する法律
日本においては、戸籍法によって戸籍として使用できる漢字は簡単な人名用漢字から使用するよう決められている。問題になるような命名がなされると、命名権の濫用として出生届を拒否される。外国においては、アイスランド人の名前などのように事前のリストから選ばれたり、問題がある命名に罰金刑が制定されている場合がある。
- フランス - 1993年まで、ナポレオンが制定に関わったフランス民法典によって付けられる名前に制限があった[3]。それ以降は、問題がない限り自由な名前が付けられる。
- ドイツ - 人口動態統計局（ドイツ語版）で許可される必要がある。ナチス時代には、ユダヤ人が名乗るべき名前と他の国民が名乗る名前のリストがあり、そこから付けるよう法律が制定された[4]。
- スウェーデン - 1901年12月5日に、貴族ではないものが貴族の名前を名乗るのを禁止するため、スウェーデンの命名規則（英語版）が制定された。後に、宗教的な名称やキラキラネームに罰金が生じるよう改正された。
- ニュージーランド - ニュージーランド内務省が命名を承認する。名前が階級や肩書きに似ている（プリンセス、ロイヤル、裁判官を意味するジャスティスなど）、長すぎる（70文字以内）、数字や句読点やバックスラッシュなどの記号を使用している、または人に不快感を与える場合などに拒否される。毎年、拒否された名前のリストが公開される[5]。
- トルコの命名法（英語版）。1934年6月21日までは苗字はなかった。この法律制定後、すべての国民は苗字を名乗り、それはトルコ語でなければならない。

### 世界各国の場合
多くの国では、父方の姓を引き継ぐ父称である。また、名前を親以外の他人、名付け親、キリスト教では代父母、ユダヤ教ではサンダークが付ける場合もある。
- 古代エジプト
  - 五重称号 - 古代エジプト王の名前は、ホルス名、ネブティ名、黄金のホルス名、即位名、誕生名の5つで構成される。
  - 名前（レン）の考え方
- 古代ローマ
  - 古代ローマの人名を参照の事
  - 奴隷は主人から固有の名前スレイブネームが付けられた。
- 英語
  - イギリスの王族は、生まれた後ロイヤル・ハイネス（英語版）を意味する称号 HRH が姓として与えられる。君主や王位継承者が姓を称することは法律上義務付けられていない。1917年以前は、王族は姓を持っておらずジョージ5世が第一次世界大戦の反ドイツ感情の高まりをうけて1917年7月17日付勅令でイギリス男系の王族がウィンザー姓を名乗るようになった。エリザベス2世は、女系なので1960年の枢密院令によって結婚相手のマウントバッテン家と合わせてマウントバッテン＝ウィンザーを名乗り、以後はエリザベス2世女王の家系は必要ないなら姓を名乗らず、必要なら『HRH』か『マウントバッテン＝ウィンザー』のどちらかを名乗る[6]。
- アジア圏
  - 輩行字。日本の場合は、通字（とおりじ）、あるいは「系字（けいじ）と呼ばれる慣行で、天皇家男児の名前に「仁」、天皇家女子の名前に「子」、徳川家男子の名前に「家」が代々名付けられる。
  - インド人の名前
  - 中国人の名前（英語版）

### 宗教
個人が死亡した後は「諡、おくりな(贈り名)」、あるいは「戒名」や「諡号」が附くことがある。家康の場合、『「東照大権現」・「安国院殿」・「徳蓮社崇譽」・「道和」・「大居士」』となる。
- 神道 - 諡
- 仏教：戒名 受戒し僧籍に登録するか、亡くなった後に付けられる（派閥によっては、法名 (浄土真宗)などと呼ばれる）。
- キリスト教
  - 洗礼名
  - パーパル・ネーム（英語版）（教皇名） - 教皇就任後に名乗る名前

### 改名
結婚、元服、帰化などの節目で改名する事がある。
- 幼名
- 戒名 - 亡くなった後に付けられる。
- 改姓 - 結婚、分家になるとき、主家から名を送られたりした際に姓を変える。
- デッドネーミング - トランスジェンダーやノンバイナリーが改名する前に使用していた名前。

### 別の名
- 通称、愛称
- 偽名
- 蔑称(en)

職業上使われる
- ペンネーム
- コードネーム
- 俳号
- 芸名
- 武号 - 武芸者が付ける。フランス語では、nom de guerre という。
- 襲名
- 源氏名
- 号 (称号)

### 職業・階級
- 尊号
- 君主号 -王、皇帝、ハンなどの支配者階級を指す名
- 爵位 - 領地と組み合わせてブルゴーニュ公など
- 官位（官職と位階）
  - 武家官位 - 戦国期から江戸期にかけて、武士が任官または自称した官位。
  - 女房名 - 平安時代の女官は紫式部や清少納言など。親兄弟の官職名と、特性を端的に表す字を冠することで区別をした。
- 受領名
- 役職
- 職名 - 物部や、英語の姓カーペンター（大工）など

### 匿名・無名
- 匿名
- 名無しの権兵衛（ジョン・ドウ、ジェーン・ドウ）
- 無名

## プログラムにおける名前
プログラムにおいては、スコープが異なる限り一意性（唯一無二であること）を保証することは要件とされていない場合が多い。一意性を保証するために名前空間を導入することもある。

## 学問
自然科学では、星や化学物質等を一定の法則によって命名する。

## 地名・民族名
- 地名、水名、駅名、道の名前（ドイツ語版）
  - 地名学
- 民族名、住民の呼称（族称）
  - エンドニムとエクソニム(内名と外名) - 日本語話者は日本と呼ぶが、日本語以外では Japan など別の外名を使用する。
- オイコニム - 建物や住居から付けられた名前。地名ともなる場合がある。

## 商業の名前
商号・社名の由来一覧・ブランド・商標
商品名については、関連があるとイメージが結びつきやすいが、全く関係がない名前を付けることも珍しくはない。多くの商品や役務では仕様違いを区分するために英数字などによる正式名称（型番）が付けられ、販売促進上それらをまとめて「ペットネーム（愛称）」と呼ばれる名称で呼ぶことがある。
他には、球場などの名前を期間限定で自由に付ける権利を売買する事例もある。
- 船名

## 芸術
- 本のタイトル（英語版）
- 原題と邦題、サブタイトル
  - 邦題を複数持つ作品一覧

西洋美術史において、作家が作品に『題名』を付ける文化となったのは18世紀頃のことである。そのため、それ以前の作品は美術館が変わると同一作品でありながら別の名前を用いられる。また、日本においてベートーヴェンの『運命』と呼ばれる交響曲第5番は、生みの親のベートーヴェン、ドイツでは『運命』という語は使われていない。

## 動物
イルカやテリルリハインコは、親などから命名され、名前を呼び合う習性がある。
また、猫や犬などのペットは、人間から付けられた名前を自分の名前として認識する能力がある。また、猫は人間に付けられた同居猫の名前も認識している。
- 猫の命名（英語版）
- 競走馬名 - 国際ルールでアルファベット18文字までと決められている。